# 명탐정 코난: 시한장치의 마천루
《명탐정 코난: 시한장치의 마천루》(일본어: 名探偵コナン: 時計じかけの摩天楼)는 1997년 4월 19일에 개봉된 명탐정 코난의 첫 극장판이다. 한국에서는 투니버스를 통해 2008년 8월 4일 ~ 8월 5일 이틀에 걸쳐 첫방송되었고, 이후 지속적으로 재방영하고 있다.

## 예고편
- 일본판 메인 예고편[2]
- 국내 FHD 리마스터 2024 예고편[3]

## 줄거리
아가사 박사의 집에서 예전의 살던 집에 배달 온 우편물을 정리하던 코난은 모리야 테이지 교수에게서 날아온 가든파티 초대장을 발견한다. 하지만 그는 어린아이가 된지라 '쿠도 신이치'로써는 파티에 갈수 없었기 때문에 란에게 부탁해 코고로와 그녀의 집에 살고있다는 코난이란 아이(본인)와 셋이서 다녀오라고 한다. 란은 부탁을 들어주는 조건으로 5월 3일 토요일날 같이 영화를 보자는 조건을 내걸었고 코난은 곤란하다며 거절했지만 란의 완고함에 결국 그러자고 했다.
그런데 가든 파티를 다녀온 다음날, 시내 화약창고에서 대략의 폭약을 도둑맞은 사건이 발생했고 이후부터는 유명 건축물이 방화로 붕괴됐고 범인은 신이치의 휴대폰으로 폭탄이 설치되었다는 전화를 걸어오면서 메구레 반장과 새로 온 신참 시라토리 형사를 비롯한 경찰들은 폭탄테러 사건을 막기위해 쉴새없이 병원, 지하철 역 등등을 뛰어다닌다. 그리고 뜻하지 않은 사고로 병원신세를 지게 된 코난 역시 어른들 몰래 범인을 추리하던 중 놀라운 진실을 알게된다.

## 등장인물

### 메인 캐릭터
- 에도가와 코난 (코난): 타카야마 미나미 / 김선혜
- 쿠도 신이치 (남도일): 야마구치 캇페이 / 강수진
- 모리 란 (유미란): 야마자키 와카나 / 이현진
- 모리 코고로 (유명한): 카미야 아키라 / 이정구
- 아가사 히로시 (브라운 박사): 오가타 겐이치 / 황원
- 메구레 쥬죠 (골롬보 반장): 챠후린 / 조동희
- 스즈키 소노코 (정보라): 마츠이 나오코 / 이용신
- 코지마 겐타 (고뭉치): 타카기 와타루 / 한인숙
- 요시다 아유미 (한아름): 이와이 유키코 / 여민정
- 츠부라야 미츠히코 (박세모): 오타니 이쿠에 / 정선혜

### 극장판 캐릭터

#### 용의자 캐릭터
- 모리야 테이지 (정형균 교수) (47세): 이시다 다로 / 강구한

도토 대학 건축학과 교수로 성격이 고지식하다. 다리, 집등을 설계했으며, 영국의 대칭성 (Symmetry) 건축 양식을 굉장히 선호한다.
- 시라토리 닌자부로 (백동훈 형사): 시오자와 카네토 / 서윤선

경시청 (경찰청) 수사 1과 경부로 여기서 처음으로 등장했으며 건축에 흥미가 있다. 시라토리 닌자부로 (백동훈)는 용의자의 수를 늘리기 위한 극장판 오리지널 캐릭터였지만 후에 명탐정 코난 단행본에도 나온다.

#### 보조인물 캐릭터
- 오카모토 시장 (한국명: 오동환 시장) (52세): 히라 히토시 / 김영찬

서타마시 (한국판: 남서울시) 시장. 1년 전, 교통사고를 일으켰을 때, 쿠도 신이치(남도일)의 추리에 의해서 체포되고 말았다. 그 후 시장직에서 사임했다.
- 오카모토 코헤이 (한국명: 오경표) (21세): 타니가와 슌 / 최지훈

오카모토(오동환)시장의 아들. 1년 전 교통사고 사건때 시장인 아버지대신 죄를 인정하려고 했으나 신이치 (남도일)의 추리에 의해서 무죄가 입증되었다.
- 쿠로카와 미나 (한국명: 윤초하) (32세): 미야데라 토모코 / 이용신

쿠로카와 다이조(신현오)의 아내.모리 코고로(유명한)가 쿠로카와 다이조(신현오)가 남긴 다잉 메시지 JUN의 의미가 6월의 약자라 설명하고 6월은 물이 없는 날 미나즈키라고도 하여 쿠로카와 미나(윤초하)를 범인으로 지목된다. 한국판에선 JUN의 의미가 6월의 약자라 설명하고 6월은 여름이 시작되는 초여름이라 설명하여 한국명 윤초하의 이름에 초여름을 뜻하는 말이 들어가 범인으로 지목된다.
- 쿠로카와 다이스케 (한국명: 신병만) (36세): 야마지 카즈히로 / 이호산

쿠로카와 다이조 (신현오)의 장남. 내과의.
- 나카자와 미나미 (어연우) (27세): 후지이 카나코 / 여민정

쿠로카와 가의 가정부. 쿠로카와 다이조를 살해한 진 범인으로, 동기는 1년 전, 자신의 남편이 술에 취한 다이조로부터 수술을 받아 사망한 것에서 만났다. 코난이 코고로(유명한)을 시계형 마취총으로 잠재워 JUN은 쿠로카와 다이조(신현오)가 쓰러질 때 우연히 눌러 영대문자 변환키를 일어라고 생각한 쿠로카와 다이조(신현오)는 원래 일어 미나미를 쳐서 나카자와 미나미(한국명: 어연우)를 범인이라고 다잉 메시지를 남긴다. 한국판에선 JUN을 한글타자에서 모음 ㅓ ㅕ ㅜ 적혀 있어 어연우가 범인으로 결정한다.
- 사카구치 (52세): 후지모토 유즈루 / 박성태

동도 순환선 (한국판: 동부 철도)의 운행 부장. 동도 순환선(한국판: 동부 철도) 종합 관리실 총책임자
- 쿠스노키 (45세): 후지시로 유지 / 이호산

동도 순환선 (한국판: 동부 철도)의 운행 과장. 동도 순환선(한국판: 동부 철도) 종합 사령장.
- 쿠로카와 다이조 (한국명: 신현오) (41세)

쿠로카와 병원(한국판: 종합병원)원장 1년 전, 자신의 술을 마시고 수술한 사람의 아내에게 자신의 브론즈상에 맞아 숨진다.

## 음악

### 사운드트랙
| #   | 제목                                              | 재생 시간 |
| --- | ------------------------------------------------- | --------- |
| 1.  | 名探偵コナン メイン・テーマ→명탐정 코난 메인 테마 |           |
| 2.  | 英国風館→영국풍 저택                              |           |
| 3.  | 時計じかけの摩天楼→시한장치의 마천루              |           |
| 4.  | 爆破犯人のテーマ→폭파범의 테마                    |           |
| 5.  | 犯人からの電話→범인으로부터 온 전화               |           |
| 6.  | 爆破予告→폭파 예고                                |           |
| 7.  | 爆弾処理→폭탄 처리                                |           |
| 8.  | 蘭のテーマ→란의 테마                              |           |
| 9.  | 少年探偵団のテーマ→소년 탐정단의 테마             |           |
| 10. | 陰謀→음모                                         |           |
| 11. | 忍び寄る危機→살며시 다가오는 위기                 |           |
| 12. | 緊急指令→긴급 지령                                |           |
| 13. | 対決のテーマ→대결의 테마                          |           |
| 14. | 捜査開始→수사 개시                                |           |
| 15. | 西の名探偵→서쪽의 명탐정                          |           |
| 16. | 昼下がりの天使たち→한낮의 천사들                  |           |
| 17. | 想い出→추억                                       |           |

### 주제가
쿄코 〈Happy Birthday〉
작사 · 작곡: 스가 시카오
CD판은 페이드 아웃으로 끝나지만 본작에서는 코다가 붙어있다.

### 삽입곡
이오리〈キミがいれば→그대가 있다면〉&〈逢いたいよ→만나고 싶어〉
작사: 타카야나기 렌 / 작곡: 오노 카츠오

## 특징
- 등장인물 (모리야 테이지, 정형균 교수)의 제자 카자마 히데히코(허풍운)가 나중에 개봉한 극장판 5기 《천국으로의 카운트다운》편에 다시 등장한다.
- 이 작품의 주제가는 1기에서 15기 사이 극장판 중 유일하게 Being Group 소속에서 나온 음악이 아니다. 그래서 코난 주제가를 모은 음반에는 쿄코의 주제가가 수록되어 있지 않다. 그러나, 2006년 12월 13일에 발매한 극장판 주제가를 모은 음반에는 수록되어 있다. 이후 16기에서 19기까지 Being Group 소속사의 가수가 아닌 사람이 불렀지만 20기 에 15기와 마찬가지로 Being Group소속 B'z의 곡이 타이업 되었다.
- 대규모 빌딩 폭파 장면이 등장하지만 범인에 의한 명확한 살인은 그려져 있지 않다. 다만, 폭발에 말려 들어간 시민이 있었으므로 사망한 사람이 있다고 본다.
- 이 시기의 극장판은 애니메이션, 단행본과 같이 어린이를 의식한 제작이 돋보여서 지금은 볼 수 없는 복고풍 개그나 허둥지둥거리는 장면이 연출된다.
- 모리야 테이지 (정형균 교수)의 캐릭터는 아오야마 고쇼가 직접 원안을 제작했다.
- 한국에서 방영된 우리말 녹음 버전에서는, 마지막 건물 폭발 씬에서의 BGM이 일본어 버전과는 달리 오프닝의 곡이 나와 빈축을 산 바 있다. 이는 방송때까지 일본어 보컬이 없는 음원을 구하지 못한 탓으로 추측된다. 이후 방송된 2기부터는 제대로 BGM이 (MR 버전으로) 삽입되었다.
- 배급만 담당했던 도호가 14번째 표적부터 제작위원회로 참여하기 시작했다.

## 제작위원회
- 소학관
- 요미우리 테레비
- 소학관 프로덕션
- 유니버설 뮤직
- 톰스 엔터테인먼트